# Heliaeschna ugandica
Heliaeschna ugandica là một loài chuồn chuồn ngô thuộc họ Aeshnidae. Loài này có ở Angola, Cộng hòa Dân chủ Congo, và Uganda. Môi trường sống tự nhiên của chúng là các khu rừng ẩm ướt đất thấp nhiệt đới hoặc cận nhiệt đới.